# Daniel Wallman
Daniel Wallman, född 1 november 1711 i Skällviks socken, Östergötlands län, död 12 oktober 1788 i Fornåsa socken, Östergötlands län, var en svensk präst.

## Biografi
Daniel Wallman föddes 1711 i Skällviks socken. Han var son till kyrkoherden Johan Wallman och Brita Holmér. Wallman studerade i Linköping och blev 1730 student vid Uppsala universitet. Han prästvigdes 9 juni 1736 till domesticus episcopi. Wallman blev 1741 komminister i Bjälbo församling och 10 maj 1762 kyrkoherde i Fornåsa församling. Han blev 21 maj 1777 prost. Wallman avled 1788 i Fornåsa socken och begravdes 31 oktober samma år av kyrkoherden Daniel Ekerman i Ljungs socken.

### Familj
Wallman gifte sig 20 juli 1742 med Margareta Storck (1718–1787), som var dotter till postmästaren och rådmannen Johan Storck och Helena Forsman. De fick tillsammans barnen Birgitta Helena (1743–1743), Margareta Helena (1744–1805), Anna Brita, Hedvig (1748–1754), Catharina Elisabeth, Johannes Danielsson Wallman (1753–1823) och Daniel Peter Wallman (1756–1830).